# District de Shimotsuga
Le district de Shimotsuga (下都賀郡, Shimotsuga-gun) est un district de la préfecture de Tochigi.
Le 1er février 2008, il comptait 144 531 habitants pour une superficie de 268,84 km2, soit une densité de 538 habitants par km2.

## Bourgs
- Mibu
- Nogi